# Я — медведь
«Я — медведь» — российская семейная комедия 2023 года режиссёра Кирилла Кемница.

## Сюжет
Семейство Ковалёвых переживает не лучшие времена: глава семейства, Саша (Никита Кологривый), когда-то возглавлявший хоккейную команду «Тайга», получил травму колена и выбыл из игры, а команду и вовсе решили расформировать из-за отсутствия финансов. Сашина супруга, Ира (Агата Муцениеце), задумалась о переезде к родителям, проблемы с дочерью-подростком Лизой, которая начала демонстрировать характер, и младшим Женей, который отдан отцом в детскую хоккейную команду, но на самом деле хоккей не очень любит.
Возвращаясь с тренировки, папа и сын встречают возле дома медведицу, которую матёрый охотник (Михаил Евланов) выгнал из берлоги и упустил, а она, спасая малыша, случайно оказалась в городе. Приехавшие на вызов спасатели медведицу усыпили и отвезли в лес, а медвежонка не заметили, но его заметил Женя.
Мечтающий о собаке Женя притащил скулящего медвежонка домой. Маленький, но сообразительный косолапый наводит переполох в доме, где животных не очень жалуют, и быстро обнаруживает себя. Родители пытаются избавиться от нежеланного питомца, но маленьких медведей никакие службы не берут. Тем временем забота о медвежонке начинает сплачивать семью, глава которой решает оставить питомца, раз к нему так привязались дети, а вскоре и самому косолапому находится дело — стать талисманом хоккейной команды и спасти её от расформирования.

## В ролях
- Агата Муцениеце — Ирина Ковалёва
- Никита Кологривый — Александр Ковалёв
- Дмитрий Калихов — Женя
- Екатерина Борисова — Лиза
- Ольга Тумайкина
- Владимир Стержаков
- Михаил Евланов — охотник
- Ирина Безряднова
- Андрей Пынзару
- Дмитрий Климович — главный арбитр
- Максим Брагинец — детский тренер

Мишку в кино сыграли сразу два медвежонка Лёша и Маша, купили медвежат на Дальнем Востоке, двое понадобились, так как для съёмок был нужен совсем маленький медведь, они за пару часов быстро уставали и хотели спать, а после съёмок Лёша и Маша были подарены Гродненскому зоопарку.

## Прокат
Фильм вышел в прокат 1 февраля 2024, в первый уикенд стартовав на 5-й строчке проката и месяц держался в ТОП-10 кинопроката России
, всего за два месяца проката его посмотрели  607 703 зрителей, общие кассовые сборы составили 170 596 133 руб ( $1 902 488). При этом это стал один из самых кассовых российских релизов компании «КарроПрокат» с 2021 года — на лето 2024 года фильм был четвёртым в ТОП-10, уступая только двум частям франшизы «Непослушник» и комедии «Молодой человек».

## Критика
Создатели «Медведя», как и авторы многих других детских российских лент, рассчитывали на не слишком требовательную аудиторию, и поэтому кино получилось немного неряшливым. Медвежонок не растет, актеры в большинстве своем работают спустя рукава, повествование немного скомканное. Авторы правы, дети действительно проигнорируют подобные недочеты.— Кино Mail

В целом это очень понятный, без зауми, семейный фильм… имеет шанс понравиться зрителям с детьми пяти-десяти лет. Здесь есть и народный сюжет, эксплуатирующий миф о том, что в России медведи ходят по улицам, и юный герой, которому нужен друг и родительское понимание, и, конечно, няшный и забавный зверь в качестве одного из главных действующих лиц. Кстати, настоящим, а не нарисованном, отчего не может не дрогнуть сердце.— Кино-Театр.ру

## Рецензии
- Сергей Оболонков — «Я — медведь»: Рецензия редакции // Кино Mail, 2 февраля 2024
- Алексей Ампиров — «Я — медведь»: Лед и мед // Кино-Театр.ру, 30 января 2024